# Chrysops soror
Chrysops soror är en tvåvingeart som beskrevs av Krober 1925. Chrysops soror ingår i släktet Chrysops och familjen bromsar. Inga underarter finns listade i Catalogue of Life.